# Пей с мен
„Пей с мен“ е музикално реалити шоу, излъчвано по Нова телевизия. Водещи са Камен Воденичаров и Светльо Витков. Това е първото и единствено шоу по Нова телевизия, продуцирано от Седем-осми. Наградата в шоуто е 500 000 лв., а победители са Миро и Дивна Станчева.

## Сезони
| Сезон | Сезон | ТВ канал | Година | Старт        | Финал      | Победител             | Награда     |
| ----- | ----- | -------- | ------ | ------------ | ---------- | --------------------- | ----------- |
|       | 1     | Нова ТВ  | 2008   | 10 март 2008 | 9 юни 2008 | Миро и Дивна Станчева | 500 000 лв. |

## Участници
- Миро и Дивна Станчева (победители)
- Ивайло Гюров и Яница Петрова
- Деси Слава и Мелинда Христова
- Кали и Любен Христов
- Маргарита Хранова и Севич Ибрахим
- Камелия Тодорова и Даниел Каймаковски
- Каролина Гочева и Павел Михов
- Любо Киров и Надежда Петрова
- Наско Пенев и Ива Николова
- Орхан Мурад и Ива Иванова
- Софи Маринова и Стефани
- Тони Димитрова и Анжело Асенов